# 曾與賢
曾與賢（1368年—1408年），江西泰和县人，明朝翰林。

## 生平
永樂二年（1404年），登甲申科進士。后選為翰林院庶吉士，編撰《永樂大典》。永樂六年（1408年）病卒，年四十一。